# Chiesa di Santa Maria del Monte (Castiglione Messer Marino)
La chiesa di S. Maria del Monte è una chiesa rurale sita nel territorio di Castiglione Messer Marino in Abruzzo.

## Storia

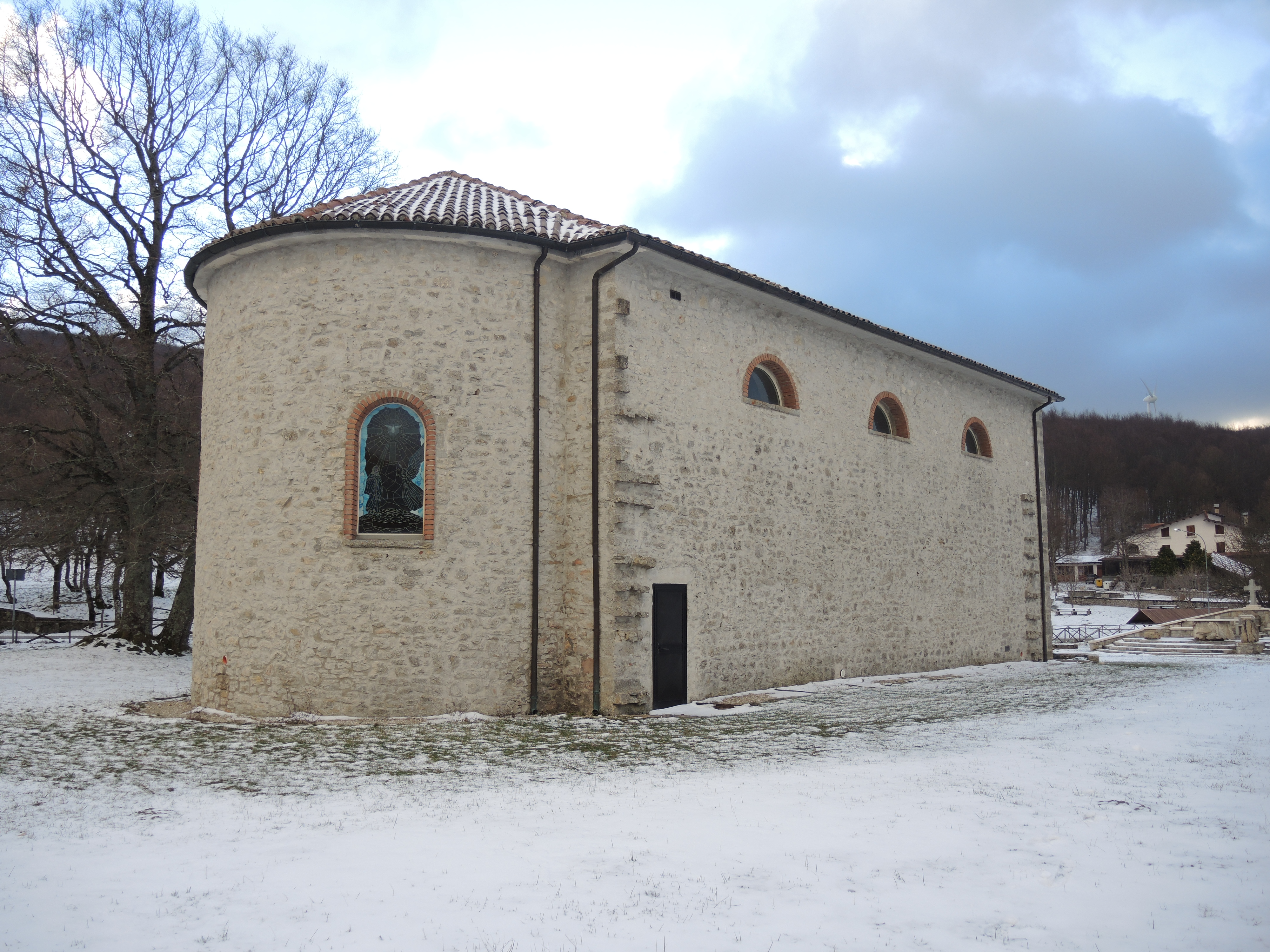
Abside

L'edificio è situato in località detta Lupara a circa 1200m s.l.m., poco più a valle rispetto al complesso militare di Castelfraiano posto a 1415 m d'altitudine. La sua fondazione non deve essere stata più tarda del IX secolo, sebbene venga attestata la sua esistenza ben più tardi. Nella conferma della baronia di Monteferrante a Tiberio Caracciolo del 1497 e nella successiva a Marino del 1507 tra i feudi compare anche la Lupara che in quell'occasione è definita Castello di Lupara disabitato.
Nel 1520 dopo la richiesta rivolta dall'Abate Bernardino Caracciolo a Leone X nella gestione monasteriale, i Minori Conventuali dovettero ripristinare, ampliare e ricostruire ex novo una struttura conventuale. Un'ulteriore ricostruzione si ebbe nel 1782, mentre la struttura conventuale resterà attiva fino al 1814, anno in cui per effetto della demanializzazione dei beni ecclesiastici i Conventuali saranno dispersi e la chiesa chiusa.
L'estinzione del titolo “Istituto Conventuale” portò con sé quella del patronato Caracciolo e infine anche alla dispersione dei beni patrimoniali, con l'invio dell'organo a Montazzoli e la vendita del mobilio a Elidio Lonzi. L'acquisto non ebbe tuttavia buon esito dal momento che i beni, depredati durante il tragitto dalla Lupara, andarono perduti del tutto. Sulla consistenza dell'edificio esso apparve separato nelle sue due parti, la Chiesa vera e propria con il suo campaniletto piatto a capanna e gli annessi conventuali, sul retro, con un altro piccolo campanile. Ridotto l'edificio allo stato di rudere quasi scomparve del tutto per essere poi ricostruita dopo 1943 nelle forme attuali e confermata al culto mariano che qui vede nel mese di settembre le celebrazioni.. Francesco Verlengia riporta una leggenda che fece riacquistare ai castiglionesi la venerazione per la Madonna: durante la guerra i tedeschi occuparono Castiglione, e in vista dell'arrivo dei nemici alleati, minarono il piccolo borgo attorno al convento, volendo distruggere anche la chiesa con la statua; tuttavia una nebbia provvidenziale avrebbe confuso i tedeschi, che fecero saltare in aria solo le case attigue, lasciando il santuario intatto.

## Descrizione dell'edificio
La chiesa attuale, dopo I restauri postbellici, essendo stata seriamente danneggiata dai tedeschi, è a pianta rettangolare semplice con facciata facciata capanna a tetto spiovente, e abside semicircolare. Presso l'ingresso si trova una balaustra in pietra bianca con tre bassorilievi bronzei di Gabriele Colangelo, con scene Mariane.
L'interno a navata unica è semplice, a sinistra è rimontato a frammenti una lapide commemorativa ottocentesca, nell'altro maggiore c'è il tabernacolo in stile neoromanico opera di Felice Giuliante, con la statua della Madonna col bambino. La statua prima del restauro del 2018 era scurita, con capelli veri dorati da devoti e presentava diversi stati di pittura .

Ecco le descrizioni storiche dell'edificio:
«Il Convento di Padri Conventuali dell'ordine di S. Francesco è situato nel territorio della terra di Castiglione nella diocesi di Trivento sopra un'asprissima montagna a canto ad una selva d'alberi cinta d'intorno da fianchi, fuori di strada e lontana tre miglia dalla sopradetta terra. La fondazione et erezione di detto convento, non si sa di certo, stante che nell'anno 1637 si abbruciò tutto quanto senza potersi salvare né scritture né altra cosa benché nell'Archivio della provincia si è trovato che fu fondato dal Casato di Roio et dato alla religione dal Illustrissimo Sig. D. Marino Caracciolo marchese di Ruggiano, e si presume che siano da 175 anni in circa.
La struttura della chiesa è questa cioè è tutta a lamia ed è di altezza canne 5, di longhezza canne 9 et palmi 3, e di larghezza canne 4 meno un palmo. Il convento in due batterie a Canne 31 per ciascuno e vi sono 12 stanze. Il numero dei religiosi che vi furono prefissi in quel tempo, ne gli assegnamenti, patti et obblighi che vi furono intervenuti, non si è potuto sapere per la sopradetta causa.
Nell'anno 1618 per ordine della felice memoria di papa Paolo V sotto il governo del predetto Reverendissimo Bagnacavallo vi furono prefissi di stanza 12 frati. Di presente vi sono di stanza infrascritti cioè:
- P. Carlo Moretti del Finale Sacerdote guardiano (Venerabile)
- P. Ludovico del Roio Sacerdote
- fra Benedetto Galupo del Roio laico prof.
- fra Giacomo di Cassano l. prof.
- fra Alessio Tedeschi di Sulmona l. prof.
- fra Lorenzo Amato l. prof.
- fra Diego Alò terziario
- fra Diego Attigno terziario»[3]

## La Madonna del Monte
La chiesa deve la sua esistenza alla particolare devozione che la popolazione castiglionese riservò a seguito di presunti eventi miracolosi compiuti dalla Madonna.
Nell'archivio pastorale di Castiglione è conservato un documento dal titolo “Notizie sul convento di Santa Maria del Monte” in cui si afferma «In tempo antico, essendo sorta una setta di eretici chiamati iconoclasti, allo scopo di distruggere le immagini della Santissima Vergine, i fedeli nascosero quelle ad essi più care in luoghi deserti». Con la sconfitta degli eretici, le statue sottratte alla furia degli eretici si rivelarono per mezzo di miracoli.
«Ai confini della provincia di Chieti col Molise sorgeva in un luogo solitario circondato da boschi un villaggio chiamato Rocca d'Abate. Una pastorella muta dalla nascita pascolando le sue pecore vide tra i rami d'abete una statua risplendente della Madonna col Bambino. Scossa e commossa fu miracolata della parola.
Tornata a casa poté raccontare ai genitori il fatto. Gli abitanti in processione anelarono a prendere la statua e la portarono alla Rocca ove fu conservata nella Chiesa del Convento.
La devozione verso di essa si estese in tutta la zona circostante. Distrutto il villaggio col Convento dai terremoti e assalito più volte dai briganti, i Castiglionesi portarono la statua nella Chiesa Madre del loro paese. Narra la leggenda che la Madonna per tre volte tornò tra i ruderi di Rocca d'Abate. Finalmente si decise di rimanere per sempre nella Parrocchia di Castiglione e divenne di quel popolo la Patrona»